# Kandos
Kandos is een plaats in de Australische deelstaat New South Wales en telt 1335 inwoners (2006).